# Fita Embolada do Engenho - Rapadura na Boca do Povo
Fita Embolada do Engenho é o primeiro trabalho do mestre de ceremônia (MC) brasileiro RAPadura 
(também conhecido como Xique-Chico), lançado em 2010.

## Descrição
A mixtape possui oito faixas musicais, todas de autoria do RAPadura, com capa no estilo artesanal.
Está realmente um trabalho de grande mérito, digno do talento e do compromisso do RAPentista: Xique-Chico. As faixas, basicamente, utilizam samples de forró, maracatu e baião. Dessa forma, criando um Hip Hop original e tradicional, representando a essência da música Brasileira. Pode-se notar que a mixtape possui o seguinte lema, no contexto geral, "valorizem o Rap Nacional, valorizem o que é nosso."
Vindo de Lagoa Seca, Ceará, Francisco Igor de Almeida dos Santos, na atualidade, mais conhecido como Rapadura, foi premiado em 2007 como melhor artista norte nordeste e em 2009 como melhor artista norte nordeste do século XXI.
O RAPentista RAPadura desenvolve um trabalho voltado para o universo do canto falado. Uma mistura arrojada de Rap com a tradição da cultura popular brasileira, que tem suas raízes matriciais com a Embolada e o Repente. O MC também mistura seus versos com jazz, funk, soul, valsa, marchinha de carnaval, bossa nova, samba rock e outros ritmos urbanos. 
Essa diversidade e esse talento se encontra de forma notável na "Fita Embolada do Engenho."

## Faixas
| # | Título                                   | Autor(es) | Produtor(es) | Sample(s)                                                    |
| - | ---------------------------------------- | --------- | ------------ | ------------------------------------------------------------ |
| 1 | Fita Embolada do Engenho                 | RAPadura  | Xique-Chico  |                                                              |
| 2 | Amor Popular                             | RAPadura  | Xique-Chico  | Luiz Gonzaga - Eu e Meu Fole                                 |
| 3 | É doce mas num é mole                    | RAPadura  | Xique-Chico  | Clara Nunes - O Último Pau de Arara/O Vendedor de Caranguejo |
| 4 | Moça Namoradeira                         | RAPadura  | Xique-Chico  | Luiz Gonzaga - Xote das Meninas                              |
| 5 | Tu e Eu - Sinopse                        | RAPadura  | Xique-Chico  |                                                              |
| 6 | Rima Junina                              | RAPadura  | Xique-Chico  | Luiz Gonzaga - Pagode Russo                                  |
| 7 | Maracatu de cá pra lá                    | RAPadura  | Xique-Chico  | Marinês - Do Lado de Lá                                      |
| 8 | NorteNordeste me veste (Escrita Hip Hop) | RAPadura  | Xique-Chico  |                                                              |